# Пелікан-Нерровс
Пелікан-Нерровс (англ. Pelican Narrows) — літнє село в Канаді, у провінції Альберта, у складі муніципального району Боннівіль № 87.

## Населення
За даними перепису 2016 року, літнє село нараховувало 151 особу постійного населення, показавши скорочення на 6,8%, порівняно з 2011-м роком. Середня густина населення становила 208,4 осіб/км².
З офіційних мов обидвома одночасно володіли 45 жителів, тільки англійською — 110. Усього 5 осіб вважали рідною мовою не одну з офіційних.
Працездатне населення становило 75 осіб (51,7% усього населення), усі були зайняті.

## Клімат
Середня річна температура становить 1,6°C, середня максимальна – 21°C, а середня мінімальна – -22,8°C. Середня річна кількість опадів – 424 мм.
| Клімат поселення                              | Клімат поселення | Клімат поселення | Клімат поселення | Клімат поселення | Клімат поселення | Клімат поселення | Клімат поселення | Клімат поселення | Клімат поселення | Клімат поселення | Клімат поселення | Клімат поселення | Клімат поселення |
| Показник                                      | Січ.             | Лют.             | Бер.             | Квіт.            | Трав.            | Черв.            | Лип.             | Серп.            | Вер.             | Жовт.            | Лист.            | Груд.            |                  |
| Середній максимум, °C                         | −10,09           | −6,13            | 0,00             | 9,64             | 16,24            | 20,73            | 21,04            | 20,10            | 14,46            | 8,45             | −1,7             | −10,2            |                  |
| Середня температура, °C                       | −16,43           | −12,45           | −6,32            | 3,33             | 9,91             | 14,40            | 16,73            | 15,78            | 10,16            | 4,15             | −6,02            | −14,52           |                  |
| Середній мінімум, °C                          | −22,76           | −18,78           | −12,64           | −3               | 3,59             | 8,08             | 12,40            | 11,47            | 5,83             | −0,19            | −10,33           | −18,84           |                  |
| Норма опадів, мм                              | 19               | 14               | 18               | 24               | 42               | 67               | 81               | 64               | 41               | 16               | 19               | 19               |                  |
| Середньомісячна швидкість вітру, м/с          | 3.60             | 3.70             | 3.80             | 4.08             | 4.00             | 3.61             | 3.32             | 3.27             | 3.60             | 3.83             | 3.84             | 3.80             |                  |
| Середньомісячна сонячна радіація, кДж/м²·день | 3343             | 6902             | 12269            | 17324            | 20989            | 22330            | 22119            | 18261            | 12278            | 7200             | 3595             | 2390             |                  |
| --------------------------------------------- | ---------------- | ---------------- | ---------------- | ---------------- | ---------------- | ---------------- | ---------------- | ---------------- | ---------------- | ---------------- | ---------------- | ---------------- | ---------------- |
| Джерело:                                      |                  |                  |                  |                  |                  |                  |                  |                  |                  |                  |                  |                  |                  |